# 临夏市各级文物保护单位列表
以下为甘肃省临夏回族自治州临夏市各级文物保护单位。

## 全国重点文物保护单位
| 名称                                         | 编号   | 分类                       | 所在               | 时代   | 公布                                             | 图片 |
| -------------------------------------------- | ------ | -------------------------- | ------------------ | ------ | ------------------------------------------------ | ---- |
| 临夏东公馆与蝴蝶楼 - 临夏东公馆 - 临夏蝴蝶楼 | 7-1924 | 近现代重要史迹及代表性建筑 | 临夏市环城东路35号 | 1947年 | 2003年第六批省保（6-76、6-77），2013年第七批国保 |      |

## 甘肃省文物保护单位
| 名称             | 编号 | 分类                       | 所在                                       | 时代                 | 公布                        |
| ---------------- | ---- | -------------------------- | ------------------------------------------ | -------------------- | --------------------------- |
| 王坪遗址         |      | 古遗址                     | 临夏市枹罕镇王坪村                         | 新石器时代至青铜时代 | 第四批省保                  |
| 罗家尕塬遗址     |      | 古遗址                     | 临夏市南龙镇罗家湾村                       | 新石器时代至青铜时代 | 第五批省保                  |
| 王竑墓           |      | 古墓葬                     | 临夏市城北街道北寺新村                     | 明                   | 1964年县保 2016年第八批省保 |
| 临夏北寺照壁     |      | 古建筑                     | 临夏市八坊街道王寺社区                     | 清                   | 2006年市保 2016年第八批省保 |
| 八坊十三巷80号院 |      | 近现代重要史迹及代表性建筑 | 临夏市八坊街道坝口社区北巷三号，前河沿社区 | 民国                 | 2016年第八批省保            |

## 临夏市文物保护单位

### 1992年[3]
- 朱贵将军墓，清 ，临夏市折桥镇慈王村下王家社北侧100米处
- 红园牌坊，民国，临夏市红园街道红园社区红园十字向西100米处
- 隍庙大殿，清，临夏市红园街道红园社区红园文化广场西侧的临夏州博物馆院内
- 万寿观 民国，临夏市红园街道北山根社区北塬山麓

### 2003年[4]
- 临夏明城墙 明 城址 临夏市城北街道民主社区的临夏中学与榆巴巴拱北之间

### 2006年[5]
- 城隍庙 现代，临夏市城北街道东郊社区东营房北侧
- 国拱北 现代，临夏市红园街道红园社区红园路2-1号院内
- 华寺拱北 现代，临夏市西郊的祁家村拱北新村1号院内
- 毕家场拱北 现代，临夏市城郊镇祁家村内
- 清真韩家寺 现代，临夏市东关街道菜市社区环城东路南端路西、市教育局西南侧
- 清真城角寺 现代，临夏市西关街道小西关社区西关路1号
- 清真老王寺，现代，临夏市八坊街道王寺街中端路西
- 清真水泉大寺，现代 宗教建筑 临夏市东关街道水泉社区解放南路东二巷4号
- 清真前河沿寺 现代，八坊街道前河沿社区新西路14号
- 清真南关大寺 现代，临夏市八坊街道解放路139号
- 宝觉寺，现代，临夏市折桥镇后古城村陈家庄社西北侧
- 临夏清真北寺，清，临夏市八坊街道坝口社区北巷三号

## 临夏市不可移动文物（未定级43处）
- 张家嘴遗址 新石器 南龙镇四家嘴村
- 护林山遗址 新石器 南龙镇杨家村
- 草滩遗址 夏 代 南龙镇草滩村村内
- 冯家台遗址 新石器 南龙镇罗家湾村
- 张质生旧居 民 国 光华路42号
- 马廷勷旧居 民 国 大旮巷20号
- 王寺街135号民居 民 国 王寺街135号
- 王寺街144号民居 民 国 王寺街144号
- 细巷25号民居 民 国 细巷25号
- 坝口巷57号民居 民 国 坝口巷57号
- 南栅门16号民居 民 国 南栅门16号院
- 新西路13号民居 民 国 新西路13号院
- 大旮巷64号民居 民 国 大旮巷64号
- 枹罕山庄民居 民 国 枹罕镇青寺村
- 后杨村宋城遗址 宋 代 枹罕镇后杨村
- 上二社巷19号民居 民 国 上二社巷19号
- 下二社巷3号民居 民 国 下二社巷3号
- 清真下二社寺，现 代 下二社巷9号
- 喇世俊旧居 民 国 喇家巷6号
- 金花坛 现 代 城郊镇陈方村
- 临洮拱北 现 代 城郊镇瓦窑村内
- 大西关锁麻清真寺，现 代 西关路46号
- 大西关上巷10号民居 民 国 大西关上巷10号
- 折桥 现 代 折桥镇南侧
- 清真大祁寺，现 代 大南巷64号
- 小西关74号民居 民 国 小西关74号
- 九眼泉 清 代 折桥镇祁牟村
- 胡廷珍烈士雕像 现 代 东郊公园内
- 折桥中学明墓 明 代 折桥中学院内
- 后古城村烈士陵园 现 代 折桥镇后古城村
- 后古城村唐墓 唐 代 折桥镇后古城村
- 短头巷9号民居 民 国 短头巷9号
- 短头巷7号民居 民 国 短头巷7号
- 大报恩寺 现 代 民主路东端
- 临夏市建材厂 现 代 南龙镇四家嘴村
- 红园石拱桥 现 代 红园前院
- 红园一字亭 现 代 红园前院
- 王吉墓 金，州博物馆院内
- 红园团结堂 现 代 人民红园里院
- 红园广场影壁 现 代 红园文化广场
- 忠诚路福音堂 现 代 忠诚路59号
- 台子拱北 现 代 红园2-2号
- 清真老华寺，现 代 新西路85号

## 临夏市历史建筑
临夏市于2017年5月正式公布临夏市第一批历史建筑
- 小南巷2号院
- 王寺街155号院，

1. ↑  .   [2021-11-30]. （原始内容存档于2021-11-30）.
2. ↑  甘政发【2016】52号
3. ↑  临市府发【1992】86号
4. ↑  临市府发【2003】62号
5. ↑  临市府发【2006】67号
6. ↑  临市府发[2017]80 号